# Eatoniella dilatata
Eatoniella dilatata är en snäckart som först beskrevs av Powell 1955.  Eatoniella dilatata ingår i släktet Eatoniella och familjen Eatoniellidae. Inga underarter finns listade i Catalogue of Life.